# کریم‌آباد (سیب و سوران)
کریم‌آباد یا چاه بلوچ‌زهی، روستایی در دهستان سیب و سوران بخش مرکزی شهرستان سیب و سوران در استان سیستان و بلوچستان ایران است.

## جمعیت
بر پایه سرشماری عمومی نفوس و مسکن در سال ۱۳۹۵، جمعیت این روستا برابر با ۲۰۹ نفر (۶۲ خانوار) بوده‌است.